# Ширван (історична область)

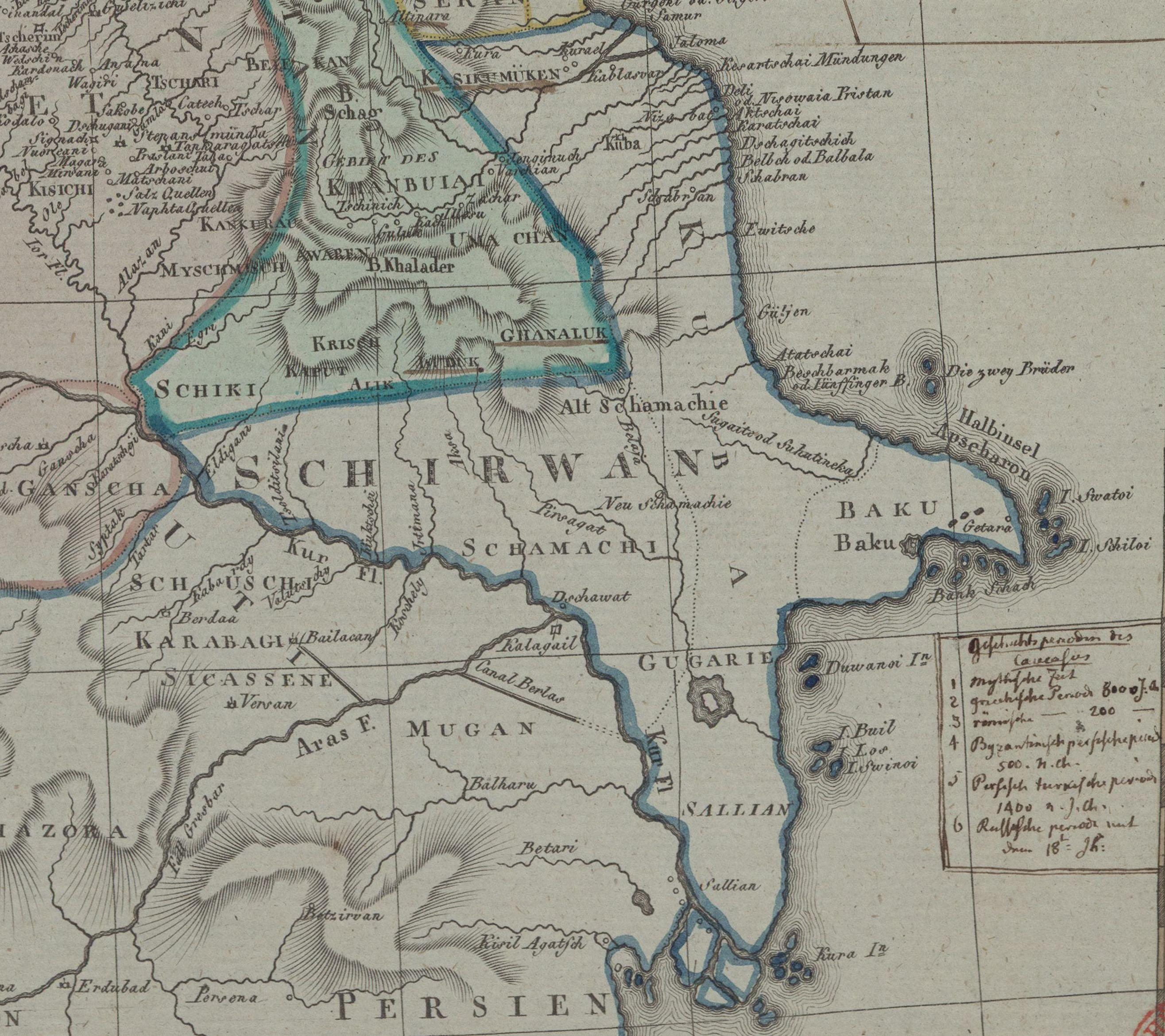
Ширван на карті 1804 року

Ширван (азерб. Şirvan, перс. شیروان) — історична область у Закавказзі, на західному узбережжі Каспійського моря, що простягалася від Дербента на півночі до дельти річки Кура на півдні. До XV—XVI ст. назва — Шарван. В даний час — частина території Азербайджану. Історичне поняття Ширван ніколи не вживався в тому сенсі, щоб він охоплював територію нинішнього Азербайджану.
Основні міста — Шамахи, Баку, Кабала, Шабран.
Через Ширван проходив жвавий торговий шлях, тому цей регіон протягом багатьох століть піддавався численним іноземним навалам і входив до складу різних держав, що визначило надзвичайно строкатий етнічний склад населення, що включає кавказькі, іранські і тюркські елементи.

## Історія

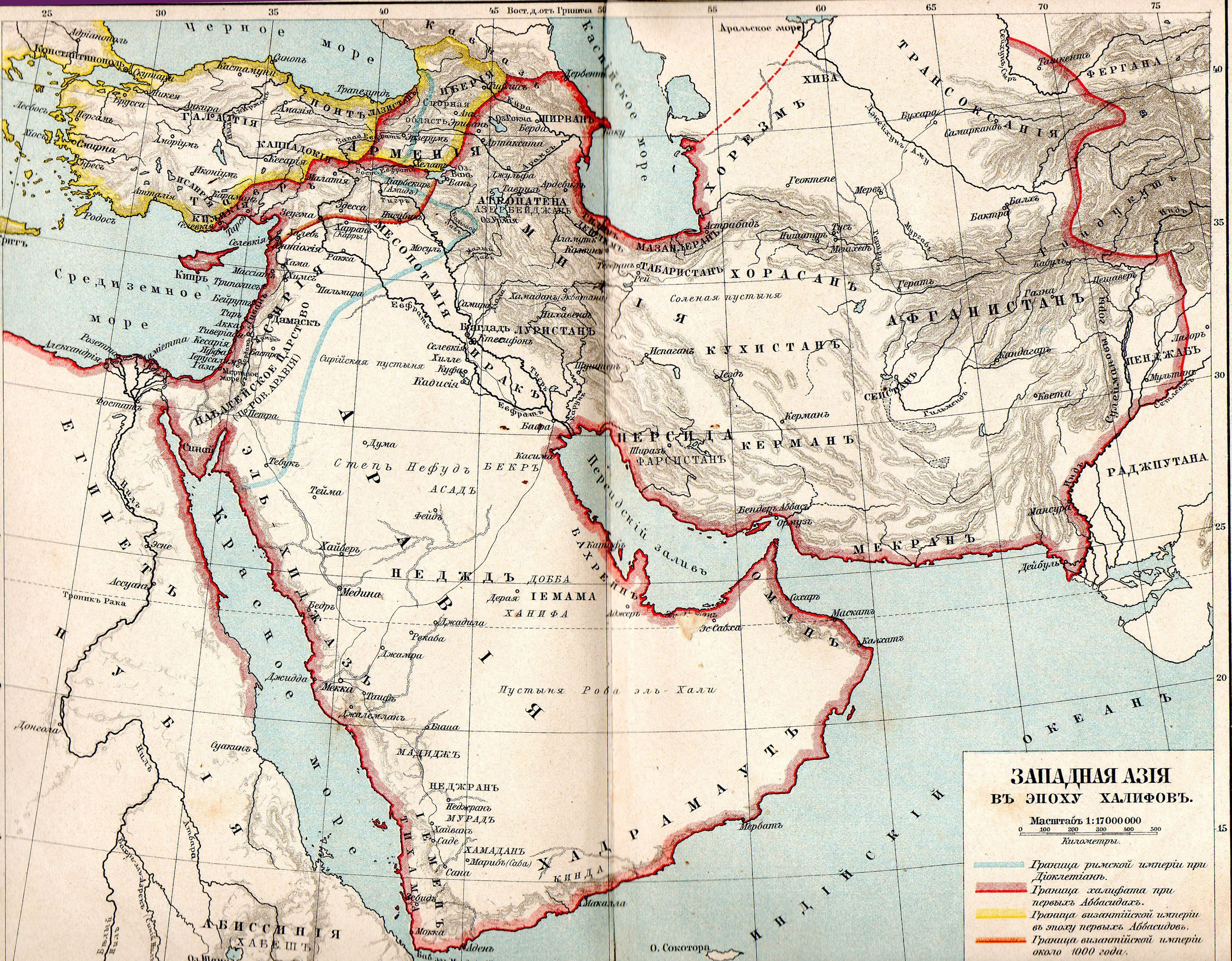
Карта Арабського халіфату із зазначеною на ній областю Ширван

З кінця II ст. до н. е. до початку VIII до н. е. дана територія входила до складу Кавказької Албанії. Населення цього царства становило союз племен, які говорили різними мовами лезгинської гілки нахсько-дагестанської сім'ї.
У стародавніх авторів назва Ширван не згадується, він виник лише при Сасанідах. «Вірменська географія» VII століття згадує плем'я шарванів, що дали назву області. Балазурі згадує «Шарван-шаха» серед васалів Хосрова I Ануширвана (531—579). Найдавніша форма назви — «Шарван», форма «Ширван» утвердилася лише в XVI столітті.
В VI столітті область піддавалася регулярним набігам кочових племен з півночі, які проникали до Закавказзя через Дербентський прохід — так в 552 році сюди вторглися савіри і хазари. Після цього перський шах Хосров I Ануширван розгорнув у районі Дербента грандіозне фортифікаційне будівництво, покликане захистити його володіння від нової хвилі кочівників.
В 654 році Ширван був зайнятий арабами і пізніше став спадковим володінням арабських намісників. Але вже з середини VIII століття, у зв'язку з невдоволенням місцевого населення арабським правлінням, Ширван і Дагестан стали ареною частих кровопролитних битв між хазарами і армією арабських халіфів династії Омеядів.

### Держава Ширваншахів

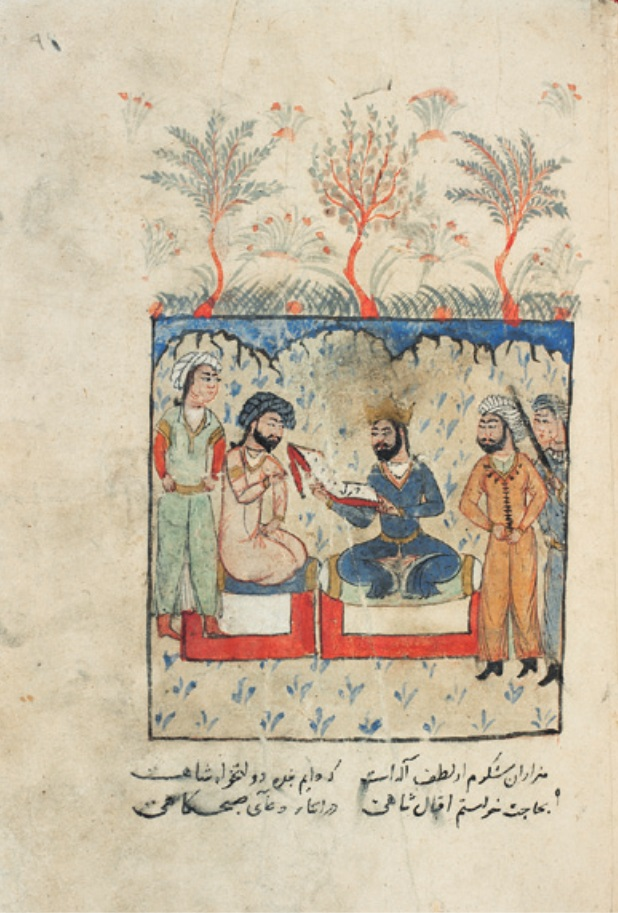
Зображення Ширваншаха Хушенга ібн Кавуса

Ширваншахи — правлячі династії в Ширвані, хоча і мали арабське походження, але були піддані персизації і вважали себе нащадками перських царів. Держава включала всі землі від Кури до Дербента зі столицею в місті Шамаха. Перський історик XIV століття Хамдаллах Казвіні описує округу області Ширван: Бакуйа, Шамаха, Кабала, Фірузабад, Шабаран і Гуштасфі. На початку XIII століття в Ширван і Дербенд вторглися військові загони Чингісхана під проводом Джебе, а до середини століття після тривалих боїв між військами Хулагу і його двоюрідного брата, золотоординського хана Берке, Хулагу визнається правителем усіх завойованих ним територій.
У середині XV століття Ширван був центром землеробства, виробництва шовку і тканин й відігравав важливу роль у міжнародній торгівлі (вивезення нафти, бавовни тощо.
Під владою ширваншахів процвітала література, в тому числі в XII столітті працював відомий перський поет, уродженець Ширвана — Хагані Ширвані, в XIV—XV століттях видатний поет Насімі, який писав азербайджанською, перською та арабською мовами.

### Ширванське беглербекство
З посиленням держави Сефевідів Ширван потрапляє до нього в залежність і з 1538 року стає його провінцією.. В середині XVI століття Сефевідів переселяють до Ширвана тюркські племена кизилбашів.
Італійський мандрівник П'єтро делла Валле, який відвідав Сефевідську держава в 1617—1623 роках, писав, що жителі Ширвана, іранці, крім своєї власної мови вчили своїх дітей тюркської мови. Те ж саме відбувалося в Азербайджані, Іраку, Багдаді та Еривані.
Відвідав Ширван у 1690 році єзуїтський місіонер повідомляв, що в Ширвані говорять трьома мовами: тюркською (азербайджанською), ламаною перською та вірменською. Тюркська була найпоширенішою мовою.

### Шемахинське ханство
У 1748 році на території Ширвана виникло самостійне Ширванське ханство (також відоме як Шемахинське ханство).

У XVIII столітті в Ширвані горці Дагестану постійно нападали на села, руйнуючи їх, а жителів перетворювали на рабів. Перські шахи, зі свого боку, робили невдалі спроби підпорядкування Дагестану.

Територія Ширвана в різні періоди
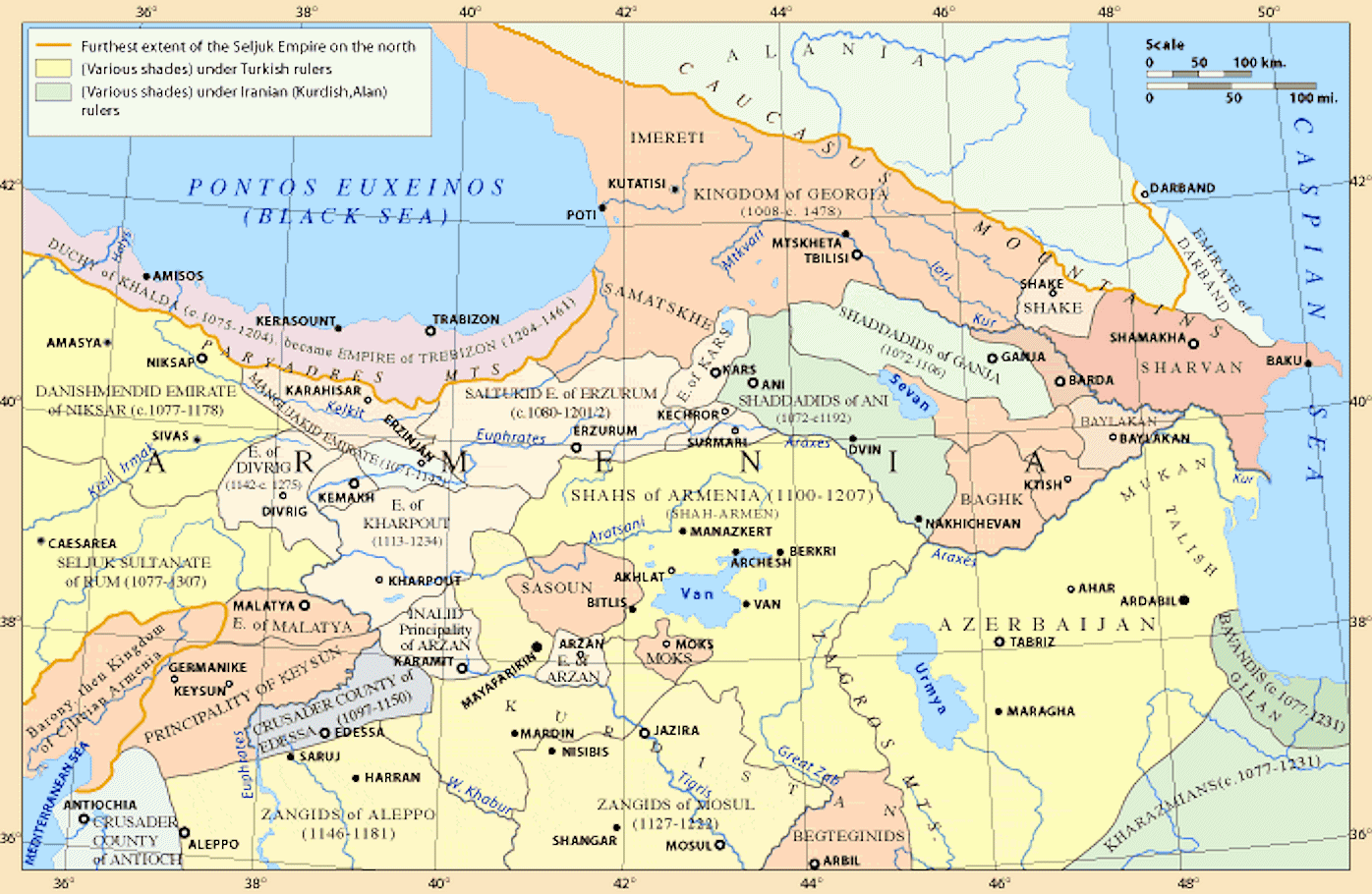
На карті Закавказзя в XI—XII ст.
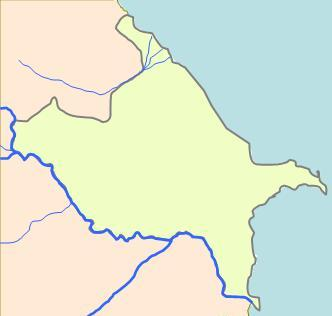
Територія Ширвана в XVI — першій половині XVII століття